# Жіноча збірна Шотландії з хокею із шайбою
Жіноча збірна Шотландії з хокею із шайбою (англ. Scotland women's national ice hockey team) — хокейна збірна яка представляла Шотландію в міжнародних хокейних змаганнях. Останній раз брали участь у міжнародному матчі у 1991 році.

## Статистика зустрічей
| Команда | І | В | Н | П | Ш      |
| ------- | - | - | - | - | ------ |
| Англія  | 3 | 0 | 1 | 2 | 2 : 11 |
| Уельс   | 1 | 0 | 0 | 1 | 0 : 7  |